# Тевелиевка
Тевелиевка (укр. Тевеліївка) — село на Украине, основано в 1880 году, находится в Романовском районе Житомирской области.
Население по переписи 2001 года составляет 61 человек. Почтовый индекс — 13000. Телефонный код — 4146. Занимает площадь 45,4 км².

## Адрес местного совета
13025, Житомирская область, Романовский р-н, с. Садки, тел. 9-35-31